# قره‌کول (باشقیرستان)
قره‌کول (به لاتین: Karakul) یک منطقهٔ مسکونی در روسیه است که در باشقیرستان واقع شده‌است.